# Elio antiprotonico

Rappresentazione artistica di un atomo di Elio antiprotonico

Un atomo di elio antiprotonico è un oggetto di tre corpi composto da un antiprotone e un elettrone orbitanti intorno a un nucleo di elio. È quindi costituito in parte di materia e in parte di antimateria. L'atomo è elettricamente neutro, dal momento che sia l'elettrone che l'antiprotone hanno una carica di -1, mentre il nucleo di elio ha una carica di +2.

## Produzione
Questi atomi possono essere prodotti miscelando semplicemente antiprotoni con gas elio ordinario; in questa reazione l'antiprotone rimuove uno dei due elettroni contenuti in un normale atomo di elio, poi inizia a orbitare intorno al suo nucleo al posto dell'elettrone. L'orbita dell'antiprotone, che ha un grande numero quantico principale e un numero quantico del momento angolare di circa 38, giace lontano dalla superficie del nucleo dell'elio. L'antiprotone può così orbitare intorno al nucleo per molti microsecondi, prima che alla fine cada sulla sua superficie annichilendo. Questa vita straordinariamente lunga si può osservare solo nel caso di antiprotoni miscelati con elio; in tutte le altre sostanze gli antiprotoni annichiliscono un milione di volte più velocemente, in meno di un picosecondo.

## Spettroscopia laser
L'elio antiprotonico è studiato nell'esperimento ASACUSA al CERN. In questi esperimenti, gli atomi sono prima prodotti fermando un fascio di antiprotoni nel gas elio. Gli atomi sono dunque irradiati da potenti raggi laser, i quali fanno risonare e saltare gli antiprotoni in essi contenuti da un'orbita atomica ad un'altra. Nel misurare la particolare lunghezza d'onda di questa luce laser vengono misurati con precisione la massa e la carica elettrica dell'antiprotone. Questa determinazione si basa anche su misurazioni separate ad alta precisione della frequenza ciclotronica dell'antiprotone effettuate dalla collaborazione ATRAP al CERN.

## Misurazione di massa e carica dell'antiprotone
Nel giugno 2006, ASACUSA ha effettuato una misura di precisione della massa dell'antiprotone che è risultata essere 1836,153674 volte quella dell'elettrone, cioè lo stesso valore di quella del protone.
Gli scienziati credono che la natura abbia una simmetria fondamentale chiamata CPT (relativa alle inversioni di carica, parità e tempo). Questa legge stabilisce che tutte le leggi fisiche sono le stesse se in modo simultaneo si effettuasse un'inversione della carica, della parità e del flusso del tempo (o in modo equivalente, la direzione del moto) nell'universo. Una delle importanti previsioni di questa teoria è che le particelle e le loro antiparticelle avrebbero la stessa massa. Ogni differenza tra le masse di antiprotoni e protoni, per quanto piccole, mostrerebbero che questa simmetria fondamentale risulti spezzata. Le recenti misurazioni che utilizzano atomi di elio antiprotonico hanno mostrato che la massa dell'antiprotone (e il valore assoluto della carica) coincidono con i valori del protone con una precisione di 2 parti per miliardo.

## Ioni di elio antiprotonico
Uno ione di elio antiprotonico è un oggetto a due corpi composto da un nucleo di elio e un antiprotone orbitante, con una carica elettrica di +1. Gli ioni freddi con durata di vita fino a 100 ns sono stati prodotti per la prima volta nel 2005.